# 霞美镇 (漳浦县)
霞美镇，是中华人民共和国福建省漳州市漳浦县下辖的一个乡镇级行政单位。位于县境南部，旧镇港西岸。

## 沿革
民国二十九年（1940）置霞美乡，1949年更名旧镇区刘坂乡，1958年改旧镇公社刘坂管理区，1961年置霞美公社，1984年改乡，1990年改镇。

## 行政区划
霞美镇下辖以下地区：
霞美社区、霞美村、中社村、山前村、刘坂村、过田村、眉田村、运头村、巷内村、五社村、黄埔村、白石村、溪仔村、董门村、北江村、前梧村、山岭村、塔岭村、下蔡村和后寮村。

## 交通
沈海高速、201省道公路过境。